# Cheiloneurus claviger
Cheiloneurus claviger är en stekelart som beskrevs av Thomson 1876. Cheiloneurus claviger ingår i släktet Cheiloneurus och familjen sköldlussteklar. Arten är reproducerande i Sverige. Inga underarter finns listade i Catalogue of Life.